# آلان ديرشويتز
آلان مورتون ديرشويتز (ولد في 1 سبتمبر 1938)، محامٍ أمريكي وأستاذ سابق في القانون يُشتهر بعمله في القانون الدستوري الأمريكي والقانون الجنائي الأمريكي. درّس في كلية الحقوق بجامعة هارفارد بين عامي 1964 و2013، إذ عين أستاذًا للقانون في فيليكس فرانكفورتر في عام 1993. يعد ديرشويتز مساهمًا منتظمًا في وسائل الإعلام، ومعلقًا سياسي، ومحللًا قانونيًا.
عُرف ديرشويتز بتوليه القضايا والموكلين من ذوي التهم الكبيرة ممن لم يحظوا بأي شعبية. بحلول عام 2009، كان قد ربح 13 من أصل 15 قضية قتل ومحاولة قتل تولاها بصفته محامي استئناف جنائي. مثل ديرشويتز موكلين مشهورين منهم مايك تايسون وباتي هيرست وليونا هيلمسلي وجوليان أسانج وجيم باكر. تضمنت الانتصارات القانونية الكبرى طعنين ناجحين ألغيا الإدانات، أولهما لهاري ريمس في عام 1976، والثاني في عام 1984 لكلاوس فون بولو، الذي أدين بمحاولة قتل زوجته المدعوة صني. في عام 1995، عمل ديرشويتز مستشار استئناف في محاكمة أو جاي سيمبسون، وكان جزءًا من «فريق الأحلام» القانوني جنبًا إلى جنب مع جوني كوشران وإف لي بيلي. كان عضوًا في فريق دفاع هارفي واينستين في عام 2018 وفريق دفاع الرئيس دونالد ترامب في أول محاكمة له في عام 2020. عمل عضوًا في فريق دفاع جيفري إبستاين وساعد في التفاوض على اتفاقية عدم المقاضاة لعام 2006 نيابة عن إبستاين. اتهم أحد ضحايا إبستاين القاصرين ديرشويتز بالاغتصاب في إفادة خطية تحت القسم وفي الفيلم الوثائقي الخاص بنتفلكس باسم جيفري إبستاين: الثري القذر، ما أدى إلى رفع دعوى قضائية ودعوى مضادة خاصة به.
ألّف ديرشويتز عدة كتب عن السياسة والقانون، منها كتاب «عكس الثروة: داخل قضية فون بولو» (1985)، وأساس الفيلم عام 1990؛ الجرأة (1991)؛ وكتاب شكوك معقولة: نظام العدالة الجنائية وقضية أو جاي سيمبسون (1996)؛ وكتاب قضية إسرائيل (2003)؛ وقضية السلام (2005). يعد أحدث عملين له هما القضية ضد سحب الثقة من ترامب (2018)، والذنب بالاتهام: تحدي إثبات البراءة في عصر #أنا أيضًا (2019). يعتبر ديرشويتز صهيونيًا متقد الحماس ومؤيدًا لإسرائيل، وقد ألف عدة كتب عن الصراع العربي الإسرائيلي.

## النشأة
ولد ديرشويتز في ويليامزبرغ، بروكلين في الأول من سبتمبر 1938، لوالدته كلير (رينجل قبل الزواج) ووالده هاري ديرشويتز، وهما زوجان يهوديان أرثوذكسيان. نشأ في بورو بارك. كان والده مؤسسًا ورئيسًا لمجموعة شباب اسرائيل في كنيسة بورو بارك اليهودية في ستينيات القرن الماضي، وخدم في مجلس إدارة المدرسة العبرية في بورو بارك، وأصبح بعد تقاعده مالكًا شريكًا في شركة ميريت سيلز التي يقع مقرها في مانهاتن. عمل آلان لأول مرة في حياته في مصنع للأطعمة الجاهزة في الجانب الشرقي الأدنى من مانهاتن في عام 1952، وكان يبلغ من العمر حينئذ 14 عامًا.

### تعليمه
التحق ديرشويتز بمدرسة يشيفا الثانوية، وهي مدرسة إعدادية مستقلة للبنين تابعة لجامعة يشيفا في مانهاتن، ولعب في فريق كرة السلة. كان طالبًا متمردًا وانتقده أساتذته معظم الأحيان. قال فيما بعد إن أساتذته أخبروه أن يفعل شيئًا «يتطلب فمًا كبيرًا دون دماغ ... لذلك أصبحت محاميًا». بعد تخرجه من المدرسة الثانوية، التحق بكلية بروكلين وحصل على درجة البكالوريوس في عام 1959 في تخصص العلوم السياسية. التحق بعد ذلك بكلية الحقوق في جامعة ييل، وأصبح رئيس تحرير صحيفة ييل القانونية، وتخرج أولًا في فصله بدرجة بكالوريوس في القانون في عام 1962. كان عضوًا في منيان محافظ في هارفارد هيليل لكنه كان يهوديًا علمانيًا.

### عمله في القانون والتدريس
بعد تخرجه من كلية الحقوق، عمل ديرشويتز كاتبًا لدى ديفيد إل بازيلون، وهو كبير قضاة محكمة الاستئناف الأمريكية لدائرة مقاطعة كولومبيا. وصف ديرشويتز بازيلون بأنه معلم مؤثر. قال: «كان بازيلون أفضل مدير لي وأسوأهم في آن واحد ... لقد عملني حتى العظم؛ لم يتردد في الاتصال في الساعة الثانية صباحًا. علمني كل شيء، كيف أكون ناشطًا مدنيًا وناشطًا يهوديًا ورجلًا نبيلًا. كان في منتصف الطريق بين سيد العبيد وشخصية الأب». عمل ديرشويتز كاتبًا لدى القاضي آرثر غولدبرغ في المحكمة العليا الأمريكية في عامي 1963 و1964.
أخبر توم فان ريبر من صحيفة فوربس أن الحصول على وظيفة كاتب في المحكمة العليا ربما كان ثاني أكبر إنجاز له. كانت أولى إنجازاته في سن 14 أو 15 عامًا، عندما أخبره مستشار المخيم أنه ذكي لكن عقله يعمل بشكل مختلف قليلًا. التحق بكلية الحقوق بجامعة هارفارد بصفة أستاذ مساعد في عام 1964، وأصبح أستاذًا متفرغًا في عام 1967 في سن 28 عامًا، وكان آنذاك أصغر أستاذ قانون في تاريخ المدرسة. عين أستاذًا للقانون في فيليكس فرانكفورتر في عام 1993. تقاعد ديرشويتز من التدريس في القانون بجامعة هارفارد في عام 2013. يعد زميلًا أقدم متميزًا في معهد غيتستون.
طوال فترة عمله في جامعة هارفارد، بقي ديرشويتز يمارس القانونين الجنائي والمدني. تضمن موكلوه شخصيات بارزة مثل باتي هيرست وهاري ريمس وليونا هيلمسلي وجيم باكر ومايك تايسون ومايكل ميلكن وأو جاي سيمبسون وكيرتاناندا سوامي. ورد أيضًا أنه كان أحد محاميي نيلسون مانديلا.

## موكلوه البارزون

### هاري ريمس (1976)
في عام 1976، تولى ديرشويتز الاستئناف الناجح لهاري ريمس، الذي أدين بنشر الفاحشة بسبب تمثيله في الفيلم الإباحي بعنوان ديب ثروت. جادل ديرشويتز ضد الرقابة على المواد الإباحية على أسس التعديل الأول وأكد أن استهلاك المواد الإباحية لم يكن ضارًا.

### كلاوس فون بولو (1984)
شكلت هذه القضية إحدى أولى القضايا الكبيرة، ومثل ديرشويتز كلاوس فون بولو الذي كان أحد الشخصيات الاجتماعية البريطانية، في استئنافه لمحاولة قتل زوجته المدعوة صني فون بولو والتي دخلت في غيبوبة في نيوبورت، رود آيلاند في عام 1980 (وتوفيت لاحقًا في عام 2008). نجح في إلغاء الإدانة وحصل فون بولو على حكم البراءة في إعادة المحاكمة. روى ديرشويتز قصة القضية في كتابه «عكس الثروة: داخل قضية فون بولو» (1985)، واشتق منه فيلم في عام 1990. لعب الممثل رون سيلفر دور ديرشويتز، ولعب ديرشويتز نفسه دور شرف كقاضٍ.
يروي ديرشويتز في كتابه الامتثال أمام القضاء أن فون بولو أقام حفل عشاء بعد أن وجد أنه غير مذنب في إعادة محاكمته. أخبره ديرشويتز أنه لن يحضر إذا كان «حفل نصر»، وأكد له فون بولو أنه كان مجرد عشاء يجمع «بعضًا من الأصدقاء المثيرين للاهتمام». حضر نورمان ميلر العشاء وشرح ديرشويتز، إلى جانب أمور أخرى، لماذا أشارت الأدلة إلى براءة فون بولو. وصف ديرشويتز مايلر وهو يمسك بذراع زوجته قائلًا: «لنخرج من هنا. أعتقد أن هذا الرجل بريء. اعتقدت أننا سنتناول العشاء مع رجل حاول بالفعل قتل زوجته. هذا ممل».